# リトアニア中道連合
リトアニア中道連合（リトアニア語: Lietuvos centro sąjunga、略称: LCS）は、1993年から2003年まで存在したリトアニアの政党である。

## 歴史
独立回復後初の国会議員選挙を目前に控えた1992年9月12日、シャウレイにて社会運動「リトアニア中道運動」（リトアニア語: Lietuvos centro judėjimas、略称: LCJ）が組織され、ロムアルダス・オゾラスがそのトップに就いた。1993年、リトアニア中道連合 (LCS) として政党登録され、ヴィリニュスで行われた結党大会でオゾラスが党首に選出された。
1996年から1999年まで、祖国連合、リトアニア・キリスト教民主党とともに連立与党を構成した（ゲディミナス・ヴァグノリュス内閣）。1999年に連立を離脱した。
2003年、中道連合はリトアニア自由連合 (LLS) および現代キリスト教民主連合 (MKDS) と合併して、自由中道連合 (LiCS) となった。なお、このとき合併に反対したメンバーは国民中道党（後のリトアニア中道党 (LCP) ）を結成している。